# 엘라 헌트
엘라 헌트(Ella Hunt, 1998년 4월 29일 ~ )는 잉글랜드의 배우, 가수이다.

## 출연 작품

### 영화
- 레 미제라블 (2012)
- 안나와 종말의 날 (2017) - 안나 역
- 채털리 부인의 연인 (2022) - 플린트 부인 역
- 호라이즌: 아메리칸 사가 챕터 1 (2024) - 줄리엣 체스니 역
- 새터데이 나이트 (2024) - 길다 래드너 역
- 호라이즌: 아메리칸 사가 챕터 2 (미정) - 줄리엣 체스니 역
- 호라이즌: 아메리칸 사가 챕터 3 (미정) - 줄리엣 체스니 역

### 텔레비전
- 콜드 피트 (2016-18)
- 디킨슨 (2019)